# Pier Gaetano Feletti
 (avril 2020).
Si vous disposez d'ouvrages ou d'articles de référence ou si vous connaissez des sites web de qualité traitant du thème abordé ici, merci de compléter l'article en donnant les références utiles à sa vérifiabilité et en les liant à la section « Notes et références ».
Pier Gaetano Feletti (Comacchio, 1er octobre 1797 - Rome, 4 juin 1881) était un frère dominicain, inquisiteur du Saint-Office. À l'âge de 20 ans, il entra au monastère dominicain de Forlì et prononça ses vœux perpétuels en janvier 1819 sous le nom de Pier Gaetano. Au début des années 1820, il entra au couvent dominicain de Viterbe, puis à celui de Santa Maria sopra Minerva à Rome et ceux de Forlì et Faenza. Avant 1826, il reçut l’ordination sacerdotale. En 1826, il devint maître des novices à Faenza puis, en 1829, vicaire de Mariano Baldassare Medici, inquisiteur de Bologne. 
Inquisiteur de Pesaro dans les années 1830–1833, il fut dans les années 1833–1839 inquisiteur de Faenza et devint, à partir de 1839, inquisiteur de Bologne. Dans le même temps, pendant les années 1834-1837, il était prieur du couvent de Faenza, et dans les années 1853-1855 prieur du couvent de Bologne. Comme inquisiteur de Bologne, il reconstitua dans ses structures territoriales l'inquisition abolie à l'époque napoléonienne et y nomma des vicaires de district. A plusieurs reprises son indépendance en tant qu'inquisiteur le fit entrer en désaccord avec l’archevêque de Bologne le cardinal Carlo Oppizzoni. Il nous intéresse surtout aujourd’hui pour le rôle qu’il a joué dans l’affaire Edgardo Mortara dont il est un des principaux protagonistes. Il s’agit d’un enfant appartenant à une famille de commerçants juifs enlevé à l’âge de six ans, élevé à Rome et qui finalement est devenu prêtre.
C’est le 24 juin 1858 qu’on avait arraché l’enfant à ses parents, alors que Bologne, ville d’Émilie-Romagne, appartenait encore aux États pontificaux. Le 18 janvier 1860, peu après l’incorporation de l’Émilie-Romagne au royaume d’Italie, le père Pier Gaetano Feleti fut accusé d’enlèvement d’enfants et emprisonné. L’archevêque Michele Viale-Prelà, resté à Bologne, protesta en vain contre cette arrestation qu’il jugeait illégale puisque le droit canonique interdisait qu’un enfant baptisé fût élevé par des parents appartenant à une autre religion. L’un des points essentiels du procès était de savoir si le père Feleti avait agi de sa propre initiative lorsqu’il avait fait arracher le garçon à ses parents par la police ou s’il avait obéi aux ordres de ses supérieurs. Le tribunal dut également trancher sur la légalité de l’ordre de se saisir de l’enfant selon les lois en vigueur à Bologne à l’époque. La crédibilité de la bonne, qui prétendait avoir baptisé l’enfant en urgence lors d’une maladie, joua un rôle décisif. La défense du père Feleti se fondait sur le fait qu’il était alors inquisiteur du Saint-Office et avait donc le droit d’agir comme il l’avait fait. La question de la validité du baptême, selon la défense, ne relevait pas du tribunal, mais de la seule responsabilité de la Congrégation pour la Doctrine de la Foi. Le père Feleti fut acquitté le 16 avril 1860.
L’Église catholique l’appela à Rome où il devint prieur d’un monastère dominicain, poste qu’il occupa jusqu’à sa mort en 1881.